# Last Game (mangá)
Last Game (ラストゲーム) é um mangá de gênero shōjo escrito e ilustrado por is Shinobu Amano. Foi publicado pela revista LaLa de 2011 até 2016. A série segue os dois universitários Naoto Yanagi e Mikoto Kujō que se conhecem na época da escola elementar até o segundo ano da faculdade, onde a maior parte da série toma o lugar. 

## Enredo
Desde que nasceu, Naoto Yanagi sempre tinha tudo que queria por vir de uma família rica com alto status social, ele não é apenas rico, mas também inteligente, cavalheiro, bonito e nunca perdeu para ninguém antes. Até que apareceu Mikoto Kūjo, uma menina pobre mas muito prática, tendo quase nenhum conhecimento sobre emoções. Assim que se transferiu para sua turma, Mikoto consegue superar Naoto em todas as matérias e atividades escolares com facilidade graças ao seu próprio esforço. Irritado, Naoto desenvolve uma rivalidade unilateral em que luta contra Mikoto em todas as áreas escolares, mas sempre perde, para seu desgosto. Prometendo ganhar contra ela pelo menos uma vez, ele segue Mikoto até o ensino médio e finalmente, para a faculdade, onde solicita um "Último Jogo" contra ela para decidir qual deles é melhor. Lembrando-se de como todas as garotas de suas escolas o bajulavam, Naoto está determinado a fazer o mesmo com Mikoto e depois partir seu coração sem piedade. No entanto, com todos os seus esforços sobre Mikoto falham devido a ignorância das emoções humanas, Naoto inesperadamente se apaixona por ela! 

## Personagens
Naoto Yanagi (柳 尚人, Yanagi Naoto)
Naoto vem de uma família rica, então ele está acostumado a conseguir o que quer e se destaca em todas as áreas, sejam esportes ou estudos. Ele conhece Mikoto na escola primária quando ela se transfere e a odeia no início, porque ela consegue supera-lo em todas as matérias e se destaca como melhor da classe. Embora ele odeie Mikoto, ele começa a se preocupar com ela e, eventualmente, se apaixona por ela. Na faculdade é membro do Clube de astronomia.
Mikoto Kujō (九条 美琴, Kujō Mikoto)
Mikoto vem de uma família pobre, principalmente devido a morte de seu pai quando ela era pequena e depende apenas de sua mãe que trabalha como enfermeira. Ela gosta de estudar, é relativamente quieta e guarda tudo para si mesma, por isso tem dificuldade de entender seus próprios sentimentos. Na faculdade, ela é membra do Clube de Astronomia.
Kei Sōma (相馬 蛍, Sōma Kei)
É membro do Clube de Astronomia e tem muito ciúmes de Yanagi e deseja ser mais popular que ele. Ele veio do campo mas tenta esconde-lo por vergonha e para escapar de um coração partido.
Shiori Fujimoto
A amiga mais próxima de Mikoto, é alegre e extrovertida e muitas vezes provoca Mikoto. Shiori é quem a convenceu de se juntar ao Clube de Astronomia depois que se encontram em uma palestra. Ela está namorando o presidente do clube de Astronomia.
Momoka Tachibana
Quando estudava no ensino fundamental, Momoka sofria de bullying por causa do seu peso, Então acabou decidindo mudar sua aparência completamente. Ela estuda na mesma faculdade que a irmã mais velha de Yanagi e tem uma queda por ele e considera Mikoto sua rival do amor.

## Recepção
O manga foi classificado em # 6 lugar no Top Manga Rankeado por Kono Manga ga Sugoi em 2013 por leitoras. 